# Ópera de San Francisco

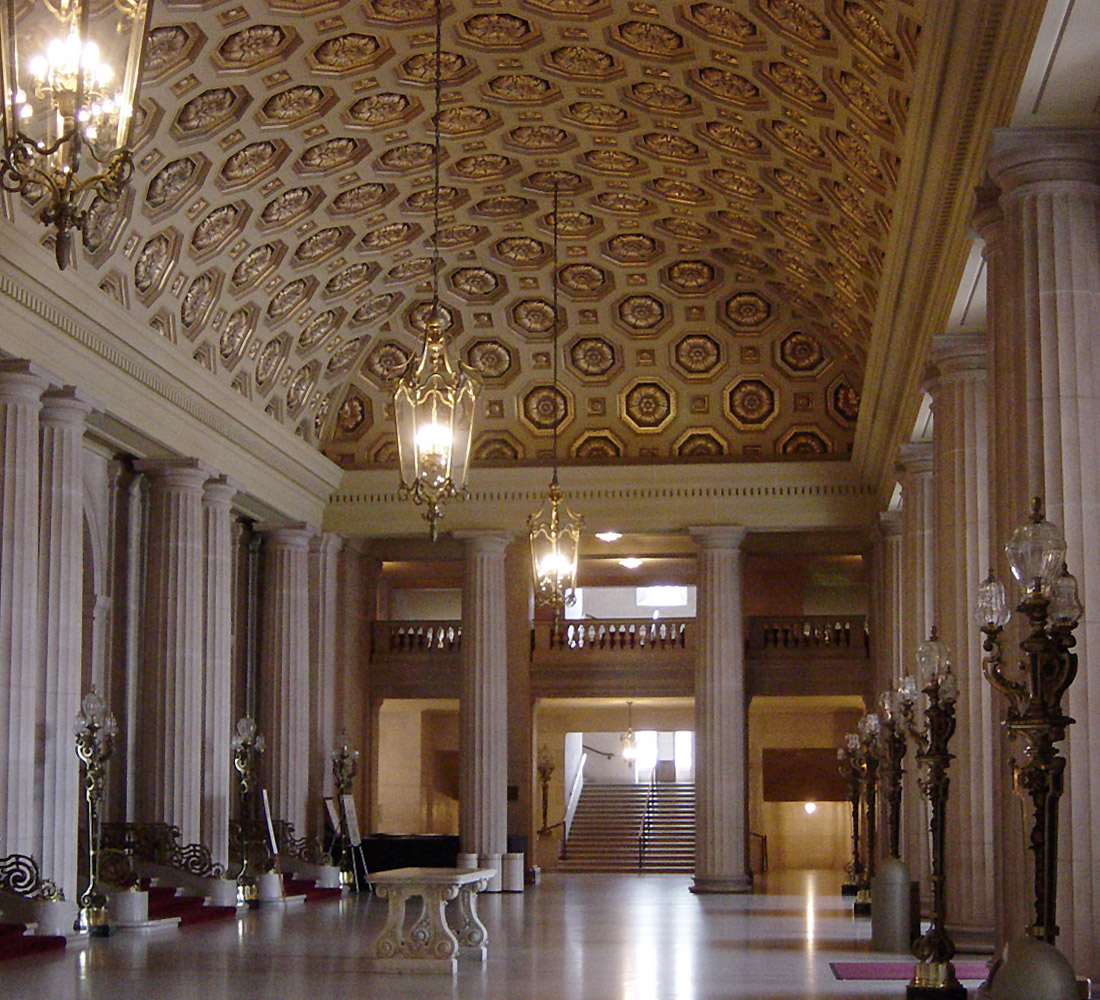
Vestíbulo del "War Memorial Opera House.

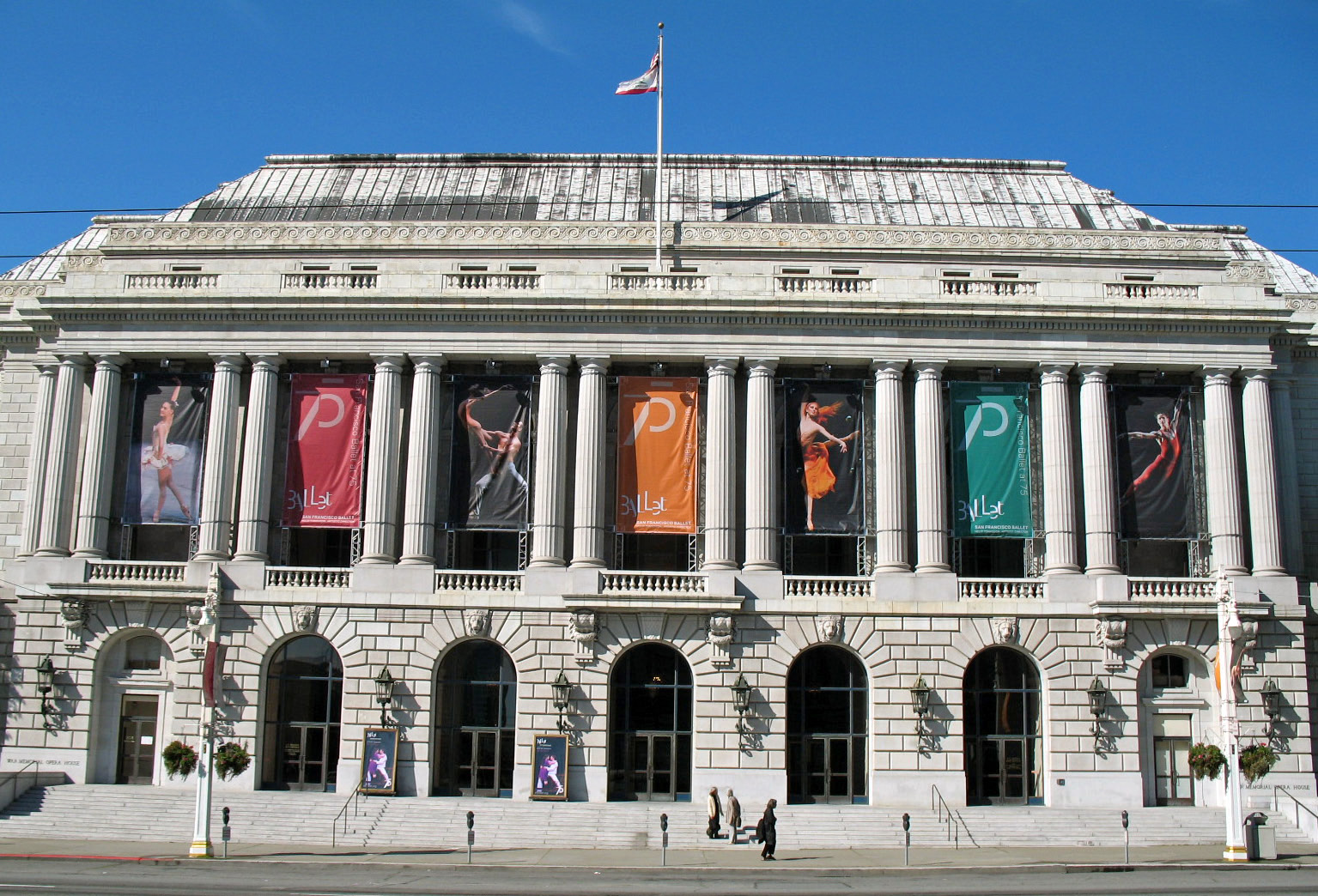

La San Francisco Opera (SFO, Ópera de San Francisco) es, por su tamaño, la segunda compañía de ópera de los Estados Unidos. Se fundó en 1923 por Gaetano Merola (1881, Nápoles - 30 de agosto de 1953, San Francisco (California)). La Gala de Inauguración de la Ópera de San Francisco es el acontecimiento que abre la temporada social de San Francisco.

## Etapas

### Fundador/director general Gaetano Merola, 1923 a 1953
La primera representación en la Ópera de San Francisco fue La bohème, con Queena Mario y Giovanni Martinelli, el 26 de septiembre de 1923, en el Auditorio Cívico de la ciudad, dirigida por Merola. Esa temporada inaugural incluyó producciones de Andrea Chénier (con Beniamino Gigli), Mefistofele (de nuevo con Gigli), Tosca (con Giuseppe de Luca y Martinelli, y Rigoletto de Verdi (con Queena Mario, de Luca y Gigli). 
Las siguientes temporadas se representaron la mayor parte de las óperas del repertorio italiano, muchas representadas solo una o dos veces en temporadas que no duraban más de dos meses, a veces solo septiembre. Durante los nueve años posteriores a la inauguración, se ideó el edificio War Memorial Opera House. Lo diseñó el arquitecto Arthur Brown. Se inauguró el nuevo teatro de ópera con Tosca el 15 de octubre de 1932.
Es característico de los años de Merola como director el que "los grandes cantantes mundiales acudieran con regularidad a San Francisco, a menudo representando varios papeles en deferencia a la corta temporada y el largo viaje a través del país" (Chatfield-Taylor). También es característico las oportunidades que concedió a jóvenes cantantes norteamericanos, y que la compañía realizara giras a Los Ángeles entre 1937 y 1965.

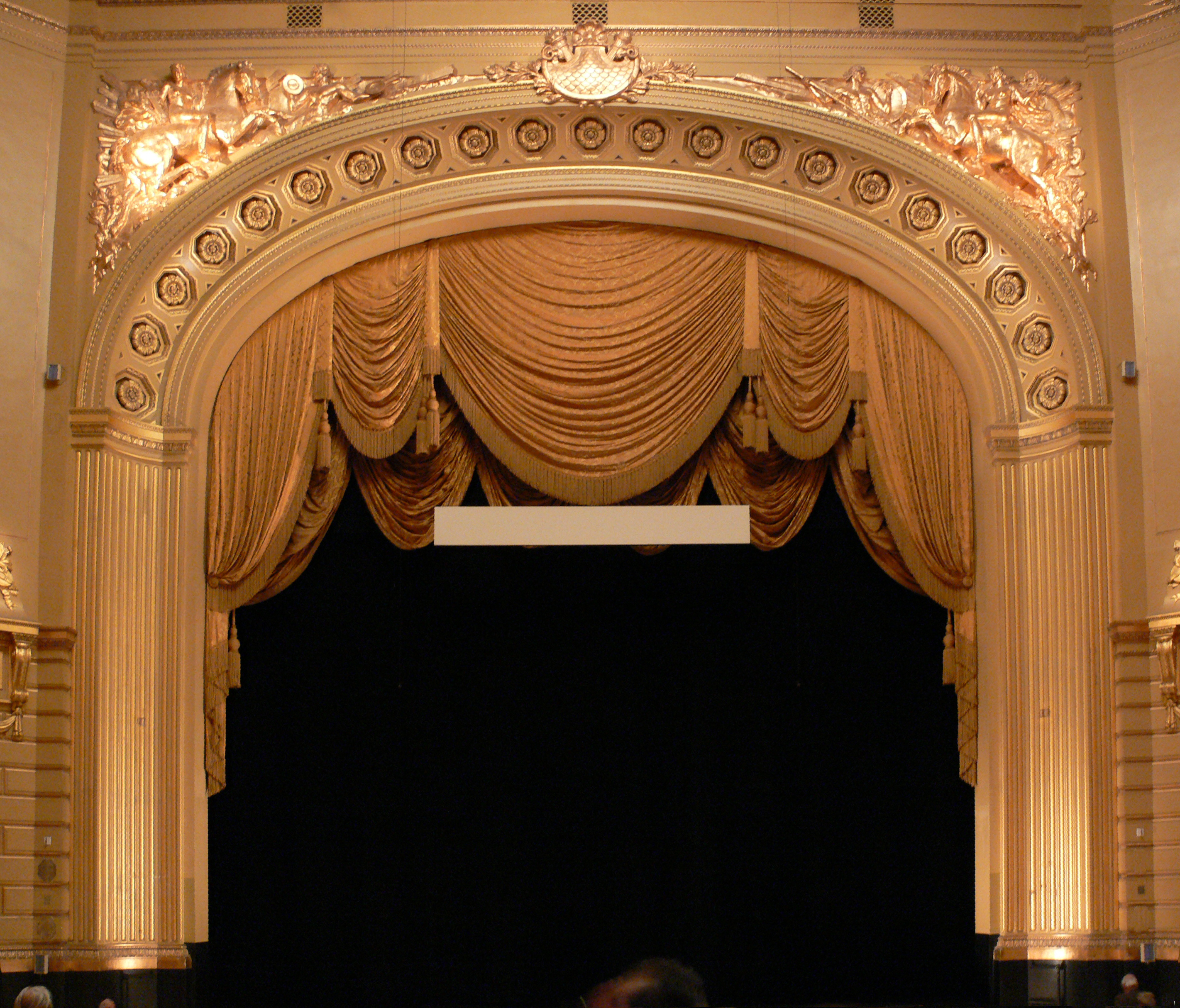

### Director general Kurt Herbert Adler, 1953 a 1981
Kurt Herbert Adler (1905, Viena – 9 de febrero de 1988, Ross, California) llegó a los Estados Unidos en 1938 con experiencia teatral en Austria, Alemania e Italia. Merola lo invitó a la Ópera de San Francisco en 1943 como director de coro. Cuando la salud de Merola decayó, fue asumiendo más responsabilidades, hasta sustituirlo en el cargo a su muerte.
Su primer objetivo era fue hacer una temporada más larga. También quiso presentar nuevos talentos, y en este punto resultaba incansable en su búsqueda de nuevos cantantes, estadounidenses o europeos. Oyó a Leontyne Price por la radio, y le ofreció un papel en Diálogos de carmelitas en 1957, proporcionándole así su primera gran interpretación operística. En tercer lugar, se interesó en desarrollar una conexión más fuerte con los directores de escena en un intento de fortalecer los elementos dramáticos y teatrales de las obras. En esto fue ayudado por su larga relación con Jean Ponnelle, el a menudo controvertido director de escena, asociado con la Ópera de San Francisco en 1957.
Entre otras innovaciones, creó el "Programa de Ópera Merola". Comenzó en la temporada 1954/55 y se le dio este nombre a partir de 1957. El programa ofrece la oportunidad a cantantes y otros profesionales de la ópera de participar en clases magistrales con los profesionales reconocidos durante once semanas durante el verano. De ellos, muchos tuvieron una carrera internacional posteriormente, como Carol Vaness o Thomas Hampson.
Otra innovación fue "Ópera en el Parque" que, desde 1971, ha sido un concierto anual gratuito en el Parque Golden Gate el domingo posterior a la noche de apertura de la Temporada de Otoño; se ofrece al público y alcanza a unos 20.000 oyentes.
En los años 1970, la compañía tuvo gran éxito, ofreciendo cantantes de renombre internacional, pero con Adler a menudo trayendo desconocidos para su debut estadounidense o la sorpresa de cantantes conocidos reemplazando a otros menores, ha habido noches muy interesantes. Entre ellas, la ocasión en que Plácido Domingo voló a San Francisco, apenas tres horas antes de que se alzara el telón, para reemplazar a Carlo Cossutta en la inauguración de Otello.

### Director general Terence McEwen, 1982 a 1988
Después de que Adler anunciara su retirada en junio de 1979, Terence McEwen (n. 1929 Thunder Bay, Ontario - muerto 14 de septiembre de 1998 en Honolulu) fue el sucesor designado. Se trasladó a San Francisco en 1980 y se involucró totalmente en el aprendizaje de la dirección de una compañía de ópera. Para enero de 1982, ya la estaba dirigiendo.
En los primeros años se centró más en los cantantes y menos en la parte teatral. Con su ciclo del Anillo del nibelungo, que comenzó en las temporadas de Verano de 1983 y Otoño de 1984, y que fue presentado en su integridad en junio de 1985, McEwen demostró sus prioridades: contratar los mejores cantantes del mundo.
En 1982 McEwen creó el “San Francisco Opera Center” para supervisar y combinar la operación y administración de los numerosos programas educacionales. Entre sus éxitos en estos programas de formación está la mezzosoprano de Nevada, Dolora Zajick.
Durante la Temporada de Otoño de 1983, introdujo la novedad, en las interpretaciones para estudiantes y familias, de los subtítulos de la ópera en inglés. El éxito de esta iniciativa hizo que se expandiera a otras representaciones.
Sir John Pritchard fue director musical de 1986 hasta 1989.

### Director general Lotfi Mansouri, 1988 a 2001
Lotfi Mansouri (n. 1929, Irán) ya era conocido cuando Terry McEwen anunció su retirada. Mansouri introdujo muchas óperas nuevas en el repertorio de la Ópera de San Francisco. Esto incluía más óperas rusas, destacando Guerra y paz, de Serguéi Prokófiev, dirigida por Valery Gergiev, y se estableció una firme unión con la Ópera Kirov. Le siguieron la ópera de Rossini Guillermo Tell y la de Verdi I vespri siciliani.
Uno de sus mayores logros fue la remodelación del teatro de la ópera después del terremoto de octubre de 1989. Se reabrió el 5 de septiembre de 1997 con un concierto de gala celebrando el acontecimiento, así como el 75.º aniversario de la Ópera de San Francisco.
Donald Runnicles fue nombrado Director Musical y Director de orquesta principal de la Ópera de San Francisco en 1990.
En noviembre de 1992, Mansouri introdujo el ambicioso programa “Pacific Visions”, para mantener la vitalidad del repertorio de ópera a través de nuevos encargos y la presentación de un repertorio infrecuente. Se lanzó con el encargo de las siguientes óperas:
- The Dangerous Liaisons, compuesta por Conrad Susa sobre libreto de Philip Littell. Estrenada durante la temporada de otoño de 1994, televisada a todo el país. El elenco incluía a Renée Fleming, Frederica von Stade, y Thomas Hampson.

- Harvey Milk, compuesta por Stewart Wallace con libreto de Michael Korie. Estrenada en 1996 conjuntamente con la Gran Ópera de Houston y la Ópera de la Ciudad de Nueva York. El elenco incluía Raymond Very, Robert Orth y Gidon Sachs.

- A Streetcar Named Desire, compuesta por André Previn con libreto de Philip Littell, según la obra de Tennessee Williams. La obra se estrenó durante la temporada de otoño 1998–99. El elenco incluyó a Renée Fleming, Elizabeth Futral, Rod Gilfry y Anthony Dean Griffey.

- Dead Man Walking, compuesta por Jake Heggie con libreto de Terrence McNally según el libro de la hermana Helen Prejean. Se estrenó en octubre de 2000 con Susan Graham, John Packard y Frederica von Stade.

Otros estrenos:
- The Death of Klinghoffer, compuesta por John Adams en 1992, con Janice Felty en tres papeles, James Maddalena como El Capitán y Thomas Hammons como Primer Oficial.

### Director general Pamela Rosenberg, agosto de 2001 hasta 2005
Pamela Rosenberg provenía de producciones operísticas en Alemania, en particular con la Ópera Estatal de Stuttgart.
En enero de 2001, Pamela Rosenberg anunció su primera iniciativa artística para la Ópera de San Francisco, “Animating Opera”, un plan plurianual para entrelazar temas y series. Incluía “Seminal Works of Modern Times”, “The Faust Project”, “Composer Portrait: Janacek/Berlioz”, “Women Outside of Society: Laws Unto Themselves”, “Metamorphosis: From Fairy Tales to Nightmares”, y “Outsiders or Pioneers?: The Nature of the Human Condition”.
Dentro de esta producción se han estrenado: Saint-François d'Assise de Olivier Messiaen, la versión completa de la ópera de Hector Berlioz Les Troyens, la de Virgil Thomson The Mother of Us All, así como el encargo de una nueva obra por John Adams y Peter Sellars titulada Doctor Atomic, estrenada el 1 de octubre de 2005.
Su dirección estuvo marcada por problemas económicos. Ha regresado a Alemania al término de su contrato para trabajar con la Orquesta Filarmónica de Berlín.

## Director Director David Gockley, desde enero de 2006
Después de dirigir durante 33 años la Gran Ópera de Houston, Gockley asumió este cargo el 1 de enero de 2006. Viene precedido por gran éxito en la dirección de la Gran Ópera de Houston.
En septiembre de 2006 se anunció que Donald Runnicles no continuaría como director musical cuando expirase su contrato en 2009.

## Estrenos en la Ópera de San Francisco
Desde 1923, la Ópera de San Francisco ha sido el lugar del debut estadounidense de muchos artistas mundiales, incluyendo: Vladimir Atlantov, Inge Borkh, Boris Christoff, Marie Collier, Geraint Evans, Mafalda Favero, Tito Gobbi, Sena Jurinac, Mario del Monaco, Birgit Nilsson, Leontyne Price, Margaret Price, Leonie Rysanek, Elisabeth Schwarzkopf, Giulietta Simionato, Ebe Stignani, Renata Tebaldi y Ingvar Wixell; directores de orquesta Gerd Albrecht, Valery Gergiev, Georg Solti y Silvio Varviso; y directores como Francis Ford Coppola, Harry Kupfer y Jean-Pierre Ponnelle.

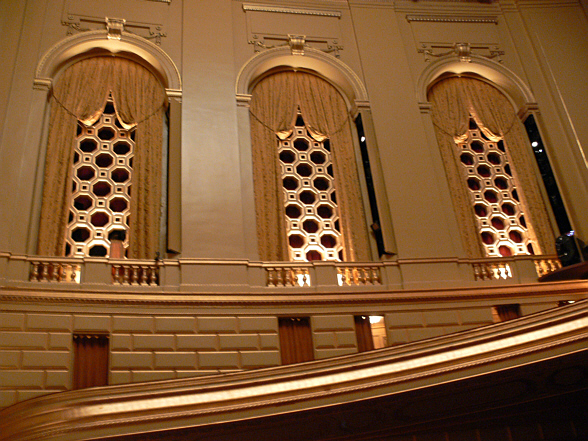